# (5121) Numazawa
(5121) Numazawa ist ein Asteroid des Hauptgürtels. Er wurde am 15. Januar 1989 von Masayuki Yanai und K. Watanabe am Kitami-Observatorium Sternwarten-Code 400, in Kitami entdeckt.
Der Asteroid trägt den Namen von Shigemi Numazawa, einem japanischen Amateurastronomen und Fotografen.